# Tour Down Under 2012
Il Tour Down Under 2012, quattordicesima edizione della corsa e valevole come prima gara dell'UCI World Tour 2012, si è svolto in sei tappe dal 17 al 22 gennaio 2012, per un percorso totale di 803 km attorno ad Adelaide, Australia. È stato vinto dall'australiano Simon Gerrans, della GreenEDGE, che ha concluso in 20h46'12".
La Down Under Classic 2012 ha fatto da apertura ufficiale della corsa.

## Tappe
| Tappa  | Data       | Percorso                         | km    | Vincitore di tappa | Leader cl. generale |
| ------ | ---------- | -------------------------------- | ----- | ------------------ | ------------------- |
| 1ª     | 17 gennaio | Prospect > Clare                 | 149   | André Greipel      | André Greipel       |
| 2ª     | 18 gennaio | Lobethal > Stirling              | 148   | William Clarke     | Martin Kohler       |
| 3ª     | 19 gennaio | Unley > Victor Harbor            | 134,5 | André Greipel      | André Greipel       |
| 4ª     | 20 gennaio | Norwood > Tanunda                | 130   | Óscar Freire       | Martin Kohler       |
| 5ª     | 21 gennaio | McLaren Vale > Old Willunga Hill | 151,5 | Alejandro Valverde | Simon Gerrans       |
| 6ª     | 22 gennaio | Adelaide                         | 90    | André Greipel      | Simon Gerrans       |
| Totale | Totale     | Totale                           | 803   |                    |                     |

## Squadre e corridori partecipanti
Essendo inserito tra le gare dell'UCI World Tour, tutte le squadre con licenza "UCI ProTeam" devono automaticamente parteciparvi. Completa il quadro delle partecipanti la UniSA-Australia, squadra nazionale australiana composta da giovani corridori.
| N.    | Cod. | Squadra                |
| ----- | ---- | ---------------------- |
| 1-7   | GEC  | GreenEDGE Cycling Team |
| 11-17 | LTB  | Lotto-Belisol Team     |
| 21-27 | KAT  | Katusha Team           |
| 31-37 | GRM  | Team Garmin-Barracuda  |
| 41-47 | SKY  | Sky Procycling         |
| 51-57 | BMC  | BMC Racing Team        |
| 61-67 | LAM  | Lampre-ISD             |
| 71-77 | RNT  | RadioShack-Nissan      |
| 81-87 | RAB  | Rabobank Cycling Team  |
| 91-97 | MOV  | Movistar Team          |

| N.      | Cod. | Squadra                |
| ------- | ---- | ---------------------- |
| 101-107 | FDJ  | FDJ-BigMat             |
| 111-117 | EUS  | Euskaltel-Euskadi      |
| 121-127 | SAX  | Team Saxo Bank         |
| 131-137 | ALM  | AG2R La Mondiale       |
| 141-147 | AST  | Astana Pro Team        |
| 151-157 | VCD  | Vacansoleil-DCM        |
| 161-167 | OPQ  | Omega Pharma-Quickstep |
| 171-177 | LIQ  | Liquigas-Cannondale    |
| 181-187 | UNI  | Team UniSA-Australia   |

## Dettagli delle tappe

### 1ª tappa
- 17 gennaio: Prospect > Clare – 149 km

Risultati
| Pos. | Corridore           | Squadra | Tempo    |
| ---- | ------------------- | ------- | -------- |
| 1    | André Greipel       | Lotto   | 4h33'40" |
| 2    | Alessandro Petacchi | Lampre  | s.t.     |
| 3    | Jaŭhen Hutarovič    | FDJ     | s.t.     |

| Pos. | Corridore           | Squadra | Tempo    |
| ---- | ------------------- | ------- | -------- |
| 1    | André Greipel       | Lotto   | 4h33'30" |
| 2    | Alessandro Petacchi | Lampre  | a 4"     |
| 3    | Martin Kohler       | BMC     | s.t.     |

### 2ª tappa
- 18 gennaio: Lobethal > Stirling – 148 km

Risultati
| Pos. | Corridore        | Squadra   | Tempo    |
| ---- | ---------------- | --------- | -------- |
| 1    | William Clarke   | UniSA     | 3h58'35" |
| 2    | Michael Matthews | Rabobank  | a 1'02"  |
| 3    | Simon Gerrans    | GreenEDGE | s.t.     |

| Pos. | Corridore        | Squadra  | Tempo    |
| ---- | ---------------- | -------- | -------- |
| 1    | Martin Kohler    | BMC      | 8h33'05" |
| 2    | André Greipel    | Lotto    | a 2"     |
| 3    | Michael Matthews | Rabobank | a 4"     |

### 3ª tappa
- 19 gennaio: Unley > Victor Harbor – 134,5 km

Risultati
| Pos. | Corridore            | Squadra | Tempo    |
| ---- | -------------------- | ------- | -------- |
| 1    | André Greipel        | Lotto   | 3h21'55" |
| 2    | Jaŭhen Hutarovič     | FDJ     | s.t.     |
| 3    | Edvald Boasson Hagen | Sky     | s.t.     |

| Pos. | Corridore        | Squadra  | Tempo     |
| ---- | ---------------- | -------- | --------- |
| 1    | André Greipel    | Lotto    | 11h54'52" |
| 2    | Martin Kohler    | BMC      | a 8"      |
| 3    | Michael Matthews | Rabobank | a 12"     |

### 4ª tappa
- 20 gennaio: Norwood > Tanunda – 130 km

Risultati
| Pos. | Corridore       | Squadra      | Tempo    |
| ---- | --------------- | ------------ | -------- |
| 1    | Óscar Freire    | Katusha      | 3h08'34" |
| 2    | Gerald Ciolek   | Omega Pharma | s.t.     |
| 3    | Daniele Bennati | RadioShack   | s.t.     |

| Pos. | Corridore        | Squadra  | Tempo     |
| ---- | ---------------- | -------- | --------- |
| 1    | Martin Kohler    | BMC      | 15h03'34" |
| 2    | Michael Matthews | Rabobank | a 2"      |
| 3    | Óscar Freire     | Katusha  | s.t.      |

### 5ª tappa
- 21 gennaio: McLaren Vale > Old Willunga Hill – 151,5 km

Risultati
| Pos. | Corridore          | Squadra    | Tempo    |
| ---- | ------------------ | ---------- | -------- |
| 1    | Alejandro Valverde | Movistar   | 3h45'48" |
| 2    | Simon Gerrans      | GreenEDGE  | s.t.     |
| 3    | Tiago Machado      | RadioShack | a 2"     |

| Pos. | Corridore          | Squadra    | Tempo     |
| ---- | ------------------ | ---------- | --------- |
| 1    | Simon Gerrans      | GreenEDGE  | 18h49'24" |
| 2    | Alejandro Valverde | Movistar   | s.t.      |
| 3    | Tiago Machado      | RadioShack | a 8"      |

### 6ª tappa
- 22 gennaio: Adelaide – 90 km

Risultati
| Pos. | Corridore           | Squadra  | Tempo    |
| ---- | ------------------- | -------- | -------- |
| 1    | André Greipel       | Lotto    | 1h56'48" |
| 2    | Mark Renshaw        | Rabobank | s.t.     |
| 3    | Alessandro Petacchi | Lampre   | s.t.     |

| Pos. | Corridore          | Squadra    | Tempo     |
| ---- | ------------------ | ---------- | --------- |
| 1    | Simon Gerrans      | GreenEDGE  | 20h46'12" |
| 2    | Alejandro Valverde | Movistar   | s.t.      |
| 3    | Tiago Machado      | RadioShack | a 8"      |

## Evoluzione delle classifiche
| Tappa              | Vincitore          | Classifica generale Maglia ocra | Classifica scalatori Maglia King of the Mountain | Classifica sprint Maglia Sprint | Classifica giovani Maglia Young rider's | Classifica squadre Maglia Winning team | Corridore più aggressivo Maglia Most aggressive rider's |
| ------------------ | ------------------ | ------------------------------- | ------------------------------------------------ | ------------------------------- | --------------------------------------- | -------------------------------------- | ------------------------------------------------------- |
| 1ª                 | André Greipel      | André Greipel                   | Marcello Pavarin                                 | André Greipel                   | Rohan Dennis                            | Sky Procycling                         | Ėduard Vorganov                                         |
| 2ª                 | William Clarke     | Martin Kohler                   | William Clarke                                   | William Clarke                  | Michael Matthews                        | Team UniSA-Australia                   | William Clarke                                          |
| 3ª                 | André Greipel      | André Greipel                   | Thomas De Gendt                                  | André Greipel                   | Michael Matthews                        | Team UniSA-Australia                   | Thomas De Gendt                                         |
| 4ª                 | Óscar Freire       | Martin Kohler                   | Rohan Dennis                                     | Edvald Boasson Hagen            | Michael Matthews                        | Sky Procycling                         | Nathan Haas                                             |
| 5ª                 | Alejandro Valverde | Simon Gerrans                   | Rohan Dennis                                     | Edvald Boasson Hagen            | Rohan Dennis                            | RadioShack-Nissan                      | Stuart O'Grady                                          |
| 6ª                 | André Greipel      | Simon Gerrans                   | Rohan Dennis                                     | Edvald Boasson Hagen            | Rohan Dennis                            | RadioShack-Nissan                      | Jan Bakelants                                           |
| Classifiche finali | Classifiche finali | Simon Gerrans                   | Rohan Dennis                                     | Edvald Boasson Hagen            | Rohan Dennis                            | RadioShack-Nissan                      | –                                                       |

## Classifiche finali

### Classifica generale
| Pos. | Corridore            | Squadra    | Tempo     |
| ---- | -------------------- | ---------- | --------- |
| 1    | Simon Gerrans        | GreenEDGE  | 20h46'12" |
| 2    | Alejandro Valverde   | Movistar   | s.t.      |
| 3    | Tiago Machado        | RadioShack | a 8"      |
| 4    | Michael Rogers       | Sky        | a 14"     |
| 5    | Rohan Dennis         | UniSA      | s.t.      |
| 6    | Jan Bakelants        | RadioShack | a 16"     |
| 7    | Edvald Boasson Hagen | Sky        | a 18"     |
| 8    | Javier Moreno        | Movistar   | a 23"     |
| 9    | Michael Matthews     | Rabobank   | a 29"     |
| 10   | Ėduard Vorganov      | Katusha    | a 32"     |

### Classifica sprint
| Pos. | Corridore            | Squadra  | Punti |
| ---- | -------------------- | -------- | ----- |
| 1    | Edvald Boasson Hagen | Sky      | 56    |
| 2    | André Greipel        | Lotto    | 50    |
| 3    | Jaŭhen Hutarovič     | FDJ      | 39    |
| 4    | Mark Renshaw         | Rabobank | 33    |
| 5    | Michael Matthews     | Rabobank | 32    |

### Classifica scalatori
| Pos. | Corridore          | Squadra     | Punti |
| ---- | ------------------ | ----------- | ----- |
| 1    | Rohan Dennis       | UniSa       | 29    |
| 2    | Thomas De Gendt    | Vacansoleil | 24    |
| 3    | Simon Gerrans      | GreenEDGE   | 24    |
| 4    | Tiago Machado      | RadioShack  | 18    |
| 5    | Alejandro Valverde | Movistar    | 16    |

### Classifica giovani
| Pos. | Corridore            | Squadra  | Tempo     |
| ---- | -------------------- | -------- | --------- |
| 1    | Rohan Dennis         | UniSa    | 20h45'26" |
| 2    | Edvald Boasson Hagen | Sky      | a 4"      |
| 3    | Michael Matthews     | Rabobank | a 15"     |
| 4    | Ángel Madrazo        | Movistar | a 1'01"   |
| 5    | Wilco Kelderman      | Rabobank | a 2'19"   |

### Classifica a squadre
| Pos. | Squadra                | Tempo     |
| ---- | ---------------------- | --------- |
| 1    | RadioShack-Nissan      | 62h19'53" |
| 2    | Sky Procycling         | a 24"     |
| 3    | Movistar Team          | a 31"     |
| 4    | Rabobank Cycling Team  | a 4'40"   |
| 5    | Omega Pharma-Quickstep | a 4'45"   |

## Punteggi UCI
| Pos. | Corridore            | Squadra      | Punti |
| ---- | -------------------- | ------------ | ----- |
| 1    | Simon Gerrans        | GreenEDGE    | 106   |
| 2    | Alejandro Valverde   | Movistar     | 87    |
| 3    | Tiago Machado        | RadioShack   | 72    |
| 4    | Michael Rogers       | Sky          | 61    |
| 5    | Jan Bakelants        | RadioShack   | 40    |
| 6    | Edvald Boasson Hagen | Sky          | 34    |
| 7    | Javier Moreno        | Movistar     | 20    |
| 8    | André Greipel        | Lotto        | 18    |
| 9    | Michael Matthews     | Rabobank     | 15    |
| 10   | Jaŭhen Hutarovič     | FDJ          | 7     |
| 11   | Óscar Freire         | Katusha      | 6     |
| 12   | Alessandro Petacchi  | Lampre       | 6     |
| 13   | Mark Renshaw         | Rabobank     | 5     |
| 14   | Gerald Ciolek        | Omega Pharma | 4     |
| 15   | Ėduard Vorganov      | Katusha      | 4     |
| 16   | Daniele Bennati      | RadioShack   | 3     |
| 17   | Fabio Sabatini       | Liquigas     | 1     |
| 18   | Robbie McEwen        | GreenEDGE    | 1     |
| 19   | José Joaquín Rojas   | Movistar     | 1     |

| Pos. | Squadra                | Punti |
| ---- | ---------------------- | ----- |
| 1    | RadioShack-Nissan      | 115   |
| 2    | Movistar Team          | 108   |
| 3    | GreenEDGE Cycling Team | 107   |
| 4    | Sky Procycling         | 95    |
| 5    | Rabobank Cycling Team  | 20    |
| 6    | Lotto-Belisol Team     | 18    |
| 7    | Katusha Team           | 10    |
| 8    | FDJ-BigMat             | 7     |
| 9    | Lampre-ISD             | 6     |
| 10   | Omega Pharma-Quickstep | 4     |
| 11   | Liquigas-Cannondale    | 1     |

| Pos. | Squadra     | Punti |
| ---- | ----------- | ----- |
| 1    | Australia   | 188   |
| 2    | Spagna      | 114   |
| 3    | Portogallo  | 72    |
| 4    | Belgio      | 40    |
| 5    | Norvegia    | 34    |
| 6    | Germania    | 22    |
| 7    | Italia      | 10    |
| 8    | Bielorussia | 7     |
| 9    | Russia      | 4     |